# SPEC (비영리 컨소시엄)

SPEC(Standard Performance Evaluation Corporation)은 차세대 컴퓨팅 시스템에 대한 표준화된 벤치마크 및 성능 평가 도구를 설정하고 유지 관리하는 비영리 컨소시엄이다. SPEC은 1988년에 설립되었으며 회원은 전 세계적으로 120개가 넘는 컴퓨터 하드웨어 및 소프트웨어 공급업체, 교육 기관, 연구 기관 및 정부 기관으로 구성되어 있다.
SPEC 벤치마크 및 도구는 컴퓨터 시스템의 성능을 평가하는 데 널리 사용된다. 테스트 결과는 SPEC 웹사이트에 게시된다.